# Europa Cup (korfbal) 2017
De Europa Cup korfbal 2017 was de 32e editie van dit internationale zaalkorfbaltoernooi. Voor deze editie is het deelnemersveld weer teruggebracht naar 10 teams. Het toernooi werd van 12 tot en met 14 januari gehouden in het Nederlandse Sassenheim.
Net als de editie van 2016 was er een late afmelding, waardoor er kort-dag een vervangend team gevonden moest worden om het deelnemersveld compleet te houden. Het Poolse UKK WUM Warszawa trok zich terug en als vervanging werd een Nederlands team samengesteld, namelijk het GUEST TEAM LEIDEN. 

## Deelnemers
Poule A
| Club               | Plaats     | Poule |
| ------------------ | ---------- | ----- |
| TOP/Quoratio       | Sassenheim | A     |
| Vallparadís        | Terrassa   | A     |
| Szentendre         | Szentendre | A     |
| Kocaeli University | Kocaeli    | A     |
| TKK Brno           | Brno       | A     |

Poule B
| Club               | Plaats         | Poule |
| ------------------ | -------------- | ----- |
| Boeckenberg        | Antwerpen      | B     |
| Trojans KC         | Croydon        | B     |
| NC Benfica         | Lissabon       | B     |
| Adler Rauxel       | Castrop-Rauxel | B     |
| GUEST TEAM LEIDEN* | Leiden         | B     |

- = vervangend team, vanwege de terugtrekking van UKK WUM Warszawa

## Speelschema

### Poulefase - 12 januari 2017
| Tijd      | Thuisploeg  |   | Uitploeg           | Uitslag |
| --------- | ----------- | - | ------------------ | ------- |
| 10.45 uur | Benfica     | - | Adler Rauxel       | 22-5    |
| 12.00 uur | TKK Brno    | - | Kocaeli University | 27-10   |
| 13.15 uur | TOP         | - | Szentendre         | 22-12   |
| 15.45 uur | Trojans     | - | Adler Rauxel       | 21-11   |
| 17.00 uur | Vallparadís | - | Kocaeli University | 20-2    |
| 18.15 uur | Szentendre  | - | TKK Brno           | 9-20    |
| 20.00 uur | Boeckenberg | - | Trojans            | 22-12   |
| 21.15 uur | TOP         | - | Vallparadís        | 26-8    |

### Poulefase -  13 januari 2017
| Tijd      | Thuisploeg         |   | Uitploeg           | Uitslag |
| --------- | ------------------ | - | ------------------ | ------- |
| 11.15 uur | Szentendre         | - | Vallparadís        | 23-14   |
| 12.00 uur | Adler Rauxel       | - | Boeckenberg        | 5-23    |
| 13.45 uur | TOP                | - | Kocaeli University | 19-6    |
| 15.00 uur | Benfica            | - | Trojans            | 9-10    |
| 16.15 uur | Vallparadís        | - | TKK Brno           | 16-11   |
| 18.45 uur | Kocaeli University | - | Szentendre         | 12-17   |
| 20.00 uur | TOP                | - | TKK Brno           | 27-9    |
| 21.15 uur | Boeckenberg        | - | Benfica            | 22-16   |

### Finales
| 9e&10e plaats |                    |    |
|               |                    |    |
| A5            | GUEST TEAM LEIDEN  | 23 |
| B5            | Kocaeli University | 16 |

| 7e&8e plaats |              |    |
|              |              |    |
| A4           | Szentendre   | 16 |
| B4           | Adler Rauxel | 24 |

| 5e&6e plaats |          |    |
|              |          |    |
| A3           | TKK Brno | 20 |
| B3           | Benfica  | 26 |

| 3e&4e plaats |             |    |
|              |             |    |
| A2           | Vallparadís | 23 |
| B2           | Trojans     | 24 |

| FINALE |             |    |
|        |             |    |
| A1     | TOP         | 37 |
| B1     | Boeckenberg | 27 |

| Kampioen EuropaCup 2017  |
| ------------------------ |
| TOP/Quoratio Derde titel |

## Eindklassement
| Positie | Club               |
| ------- | ------------------ |
| Goud    | TOP                |
| Zilver  | Boeckenberg        |
| Brons   | Trojans            |
| 4       | Vallparadís        |
| 5       | Benfica            |
| 6       | TKK Brno           |
| 7       | Adler Rauxel       |
| 8       | Szentendre         |
| 9       | Kocaeli University |
| 10      | GUEST TEAM LEIDEN  |

1967 ·
1968 ·
1969 ·
1970 ·
1971 ·
1972 ·
1973 ·
1974 ·
1975 ·
1976 ·
1977 ·
1978 ·
1979 ·
1980 ·
1981 ·
1982 ·
1983 ·
1985 ·
1986 ·
1988 ·
1989 ·
1990 ·
1991 ·
1992 ·
1993 ·
1994 ·
1995 ·
1996 ·
1997 ·
1998 ·
1999 ·
2000 ·

2001 ·
2002 ·
2003 ·
2004 ·
2005 ·
2006 ·
2007 ·
2008 ·
2009 ·
2010 ·
2011 ·
2012 ·
2013 ·
2014 ·
2015 ·
2016 ·
2017 ·
2018 ·
2019 ·
2020 ·
2021 ·
2022
2023 ·
2024 ·
2025 ·